# Andy Harris
Andy Harris (ur. 25 stycznia 1957) – amerykański polityk i lekarz, członek Partii Republikańskiej. Od 2011 roku jest przedstawicielem pierwszego okręgu wyborczego w stanie Maryland w Izbie Reprezentantów Stanów Zjednoczonych.